# Людина з Толлунда

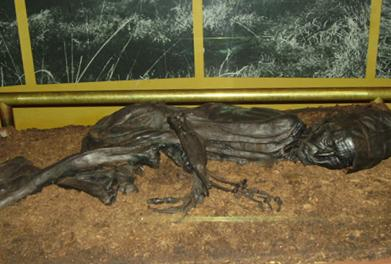
Людина з Толлунда

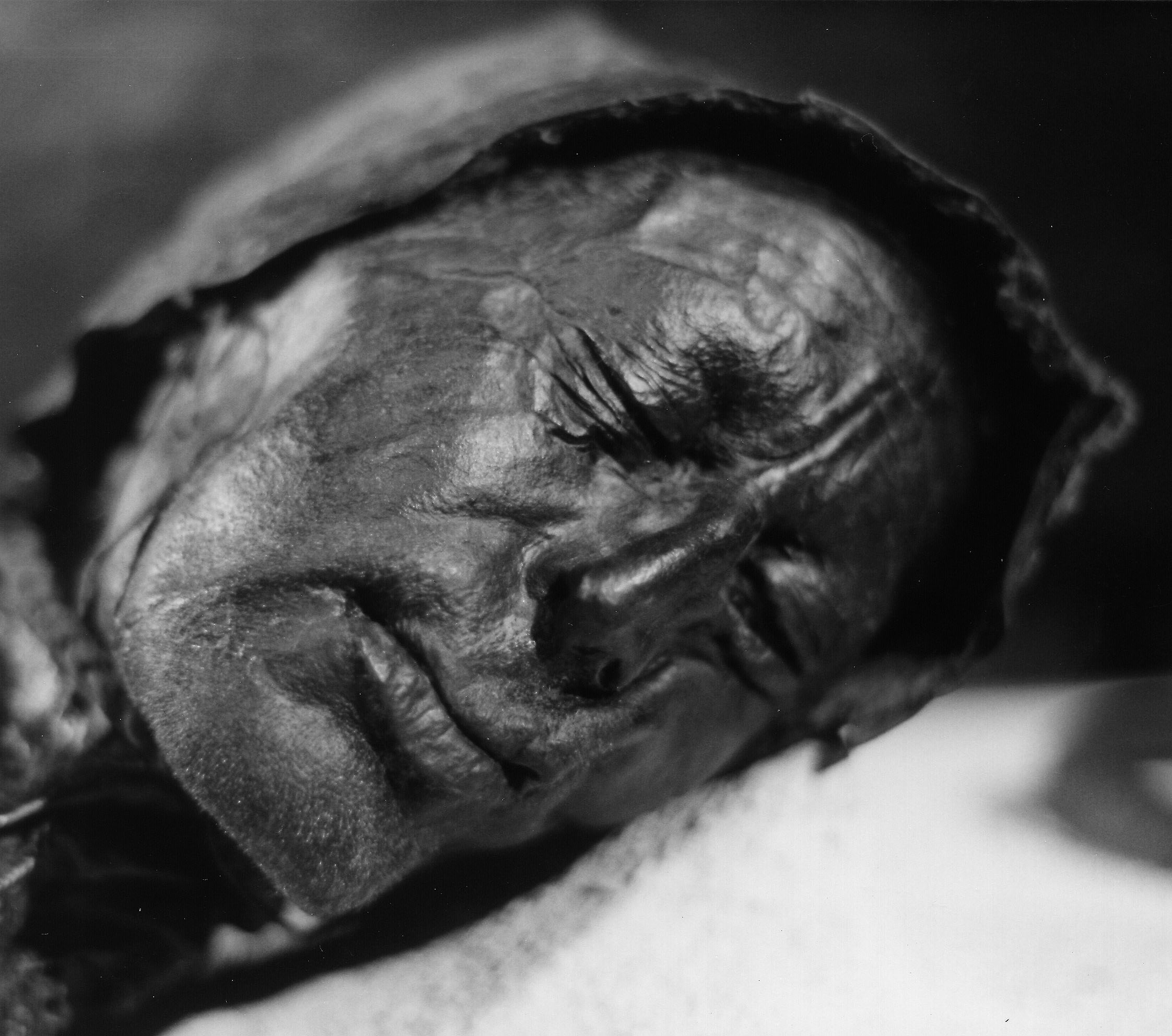

Людина з Толлунда — назва чоловіка, який жив в епоху доримської залізної доби і помер приблизно в IV ст. до н. е. Його знайдено в одному з торф'яних боліт Ютландії в Данії. Знахідка особлива тим, що тіло, а особливо голова, дуже добре збереглося.

## Історія знахідки
6 травня 1950 року жителі селища Толлунд — брати Віґґо та Еміль Гойґорд і їхні родичі — добували торф із болота, яке знаходиться за 10 км на захід від Сількеборґа. Під час роботи на глибині двох із половиною метрів вони знайшли труп чоловіка. Тіло добре збереглося, тому брати вирішили, що чоловіка вбито відносно недавно, і 8 травня звернулися в поліцію Сількеборґа. Але, оскільки тіло було знайдено досить глибоко, а навколо не було знайдено жодних слідів, що могли б свідчити про скоєння злочину, знахідку віддали науковцям. У 1927 та 1938 роках селяни вже знаходили в місцевих болотах тіла древніх людей (перше не збереглося, а друге, так звана жінка з Еллінга, перебуває в музеї Сількеборґа).

## Вміст шлунка
У 2022 році данські науковці дослідили вміст шлунка. Скоріше за все, останньою його їжею, за 12-24 години до смерті, була каша. Приблизно на 85 % вона складалася з зерен ячменю (Hordeum vulgare), 9 % припадали на насіння гірчака шорсткого (Persicaria lapathifolia), а 5 % — на насіння льону (Linum usitatissimum). Ще приблизно один відсоток припадав на залишки приблизно 20 інших видів рослин, які людина могла спожити не як повноцінне приймання їжі. Науковці також знайшли у вмісті кишки рештки тваринних білків, ймовірно костистої риби, можливо, вугра. Калорійність такої страви оцінили приблизно в 1350 калорій, що становить десь половину добової потреби чоловіка, тому не можна сказати, що він голодував. Окрім залишків їжі, у кишці болотяної людини були присутні білки та яйця різних гельмінтів — волосоголовця (Trichocephalus trichiuris ), ціп'яка свинячого (Taenia solium) та аскариди людської (Ascaris lumbricoides ). Ними чоловік міг заразитися, поїдаючи недостатньо термічно оброблене м'ясо та випиваючи забруднену воду.
56°9′52″ пн. ш. 9°23′34″ сх. д. / 56.16444° пн. ш. 9.39278° сх. д.